# Акимо-Анненка
Аки́мо-А́нненка — деревня в Тяжинском районе Кемеровской области. Административный центр Акимо-Анненского сельского поселения.

## География
Центральная часть населённого пункта расположена на высоте 270 м над уровнем моря.

## Население
| 2010 |
| ---- |
| 439  |

### Половой состав
По данным Всероссийской переписи населения 2010 года, в деревне Акимо-Анненка проживало 439 человек (210 мужчин, 229 женщин).